# Chiloglanis niloticus
Chiloglanis niloticus е вид лъчеперка от семейство Mochokidae.

## Разпространение
Видът е разпространен в Етиопия и Южен Судан.